# Ansitz Blumenegg
Der Ansitz Blumenegg ist ein Wohnhaus in Bregenz. Das Bauwerk steht unter Denkmalschutz.

## Geschichte
Der Vorgängerbau wurde um 1322 genannt. Auf diesen Grundmauern wurde der Ansitz im 16. Jahrhundert von den Grafen von Blumenegg errichtet. Die Blumenegg stammen aus dem Walgau. Bis heute heißt das Gebäude nach ihnen.

## Architektur
Der Ansitz Blumenegg liegt an der Maurachgasse, wo der Stadtsteig zum Unteren Tor beginnt. Es ist ein dreigeschoßiger kubischer Baukörper mit ausgebautem Mansardwalmdach und Gauben. Die Fassaden erhielten um die Mitte des 19. Jahrhunderts ihr heutiges Aussehen. Die Hauptfassade zur Maurachgasse hat sechs, die schmälere, südwestliche Gebäudefront fünf Achsen. Die Fenster im Erdgeschoß haben Gitterkörbe aus Schmiedeeisen und Blumenkästen. In den beiden Obergeschoßen sind die Fenster mit Holzfensterläden schließbar. Im ersten Obergeschoß ist über dem Fenstersturz ein breiter Balken mit einem zarten Gesims und kleinen Akanthen. Fünf Stufen führen zum schlichten rechteckigen Eingangsportal, das mit Naturstein verkleidet ist. Darüber ist ein Steinwappen angebracht. 

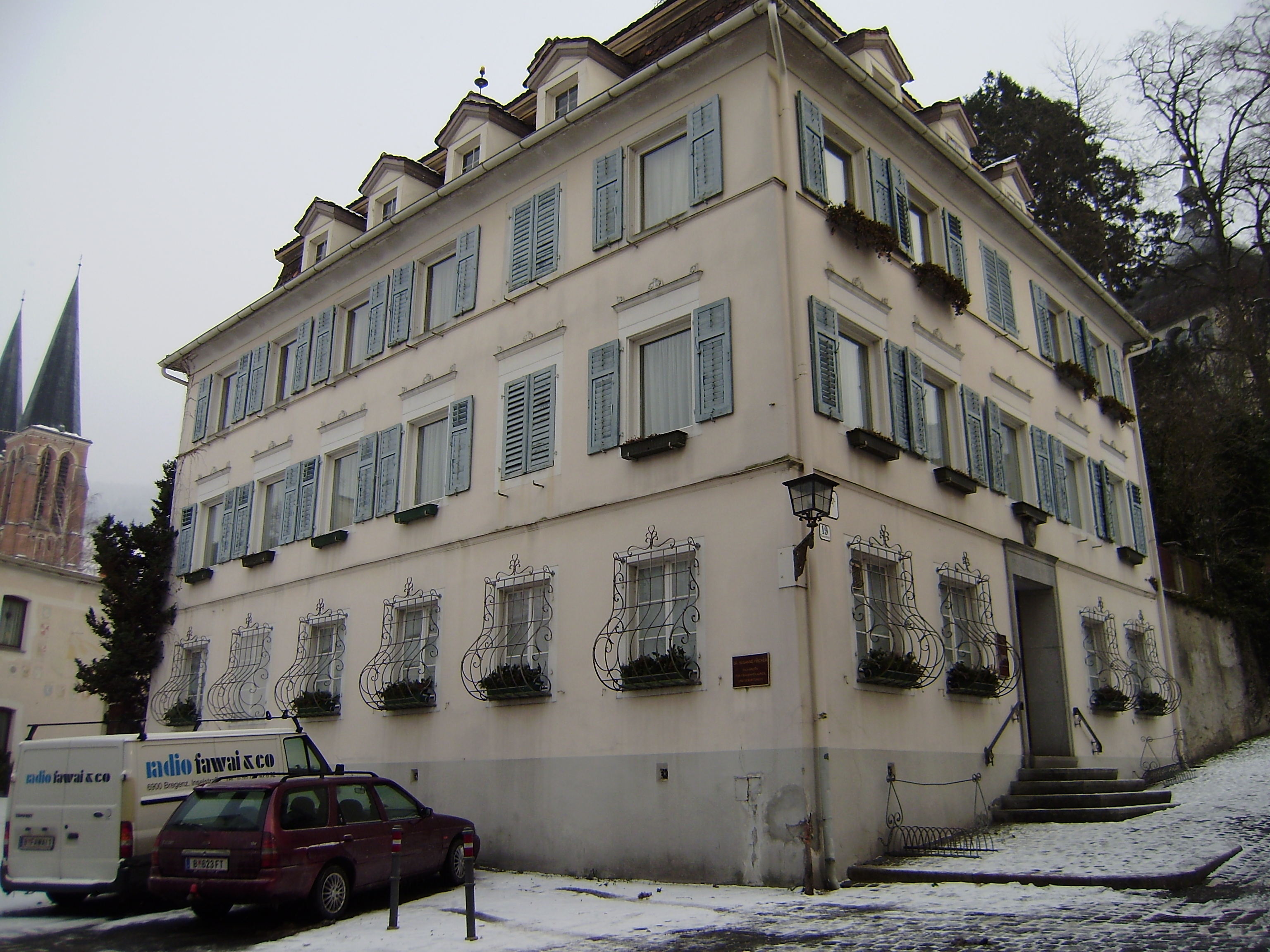
Hauptfassaden
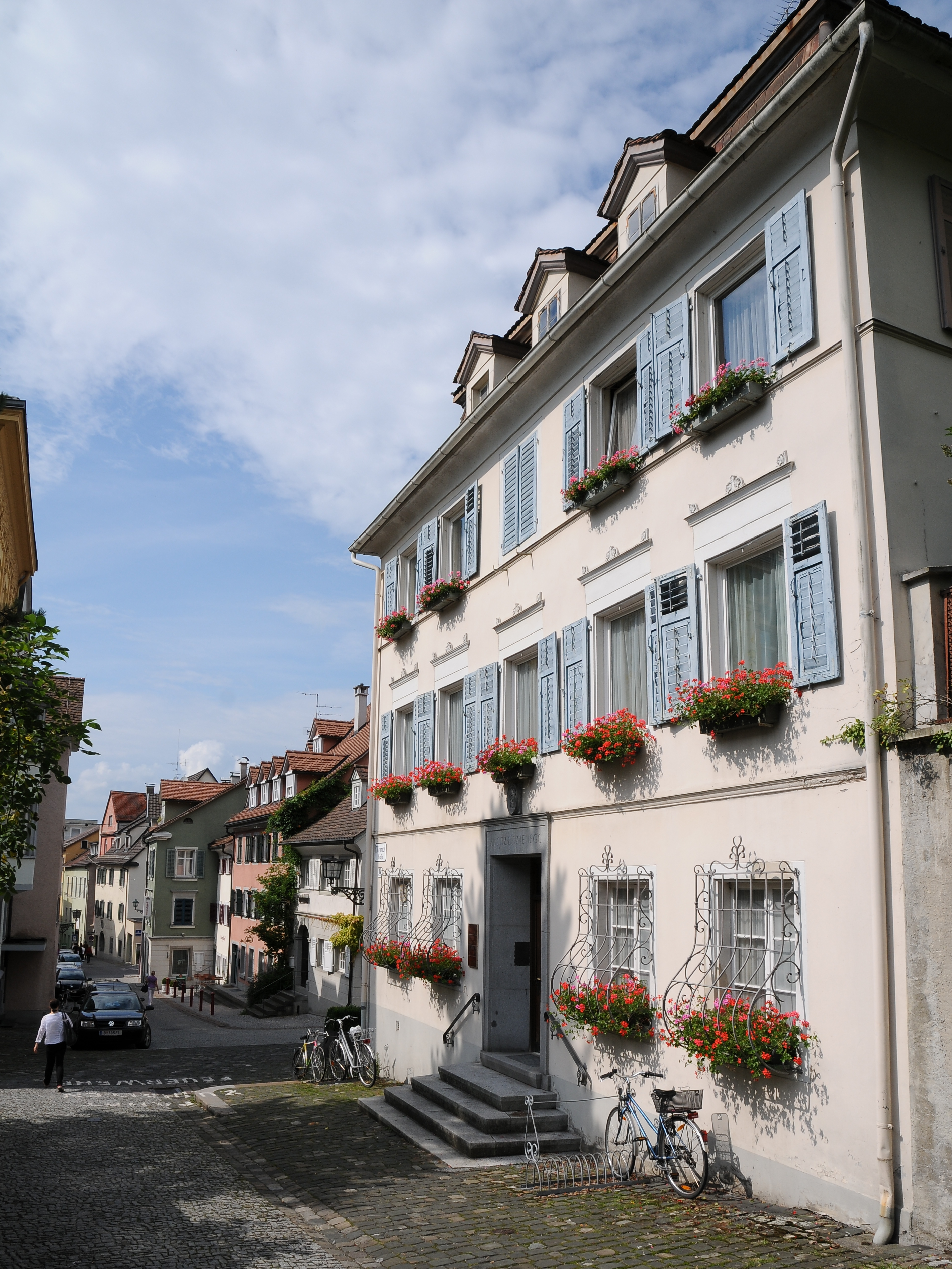
Fassade zum Stadtsteig mit Eingang
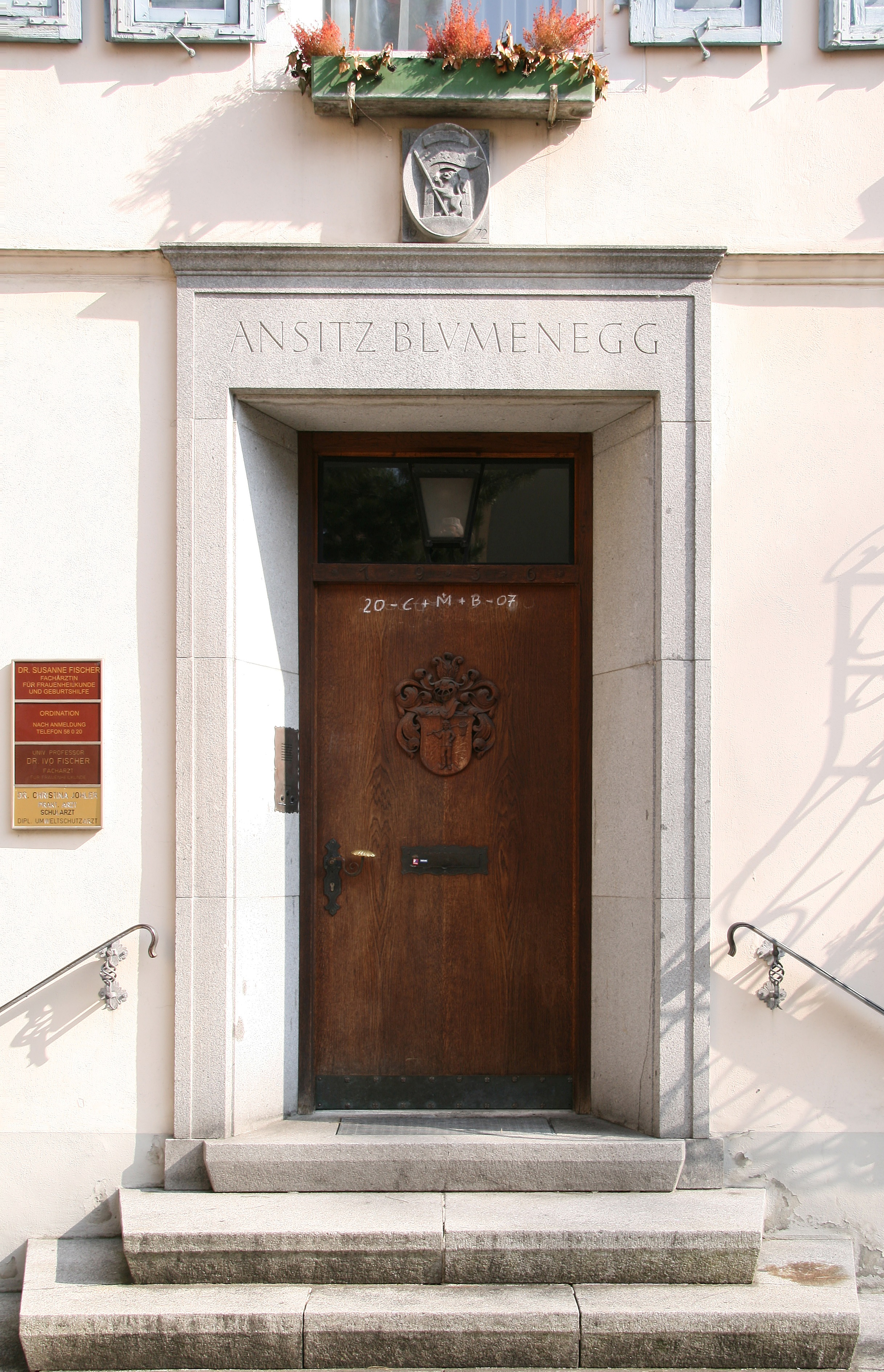
Portal mit Wappen
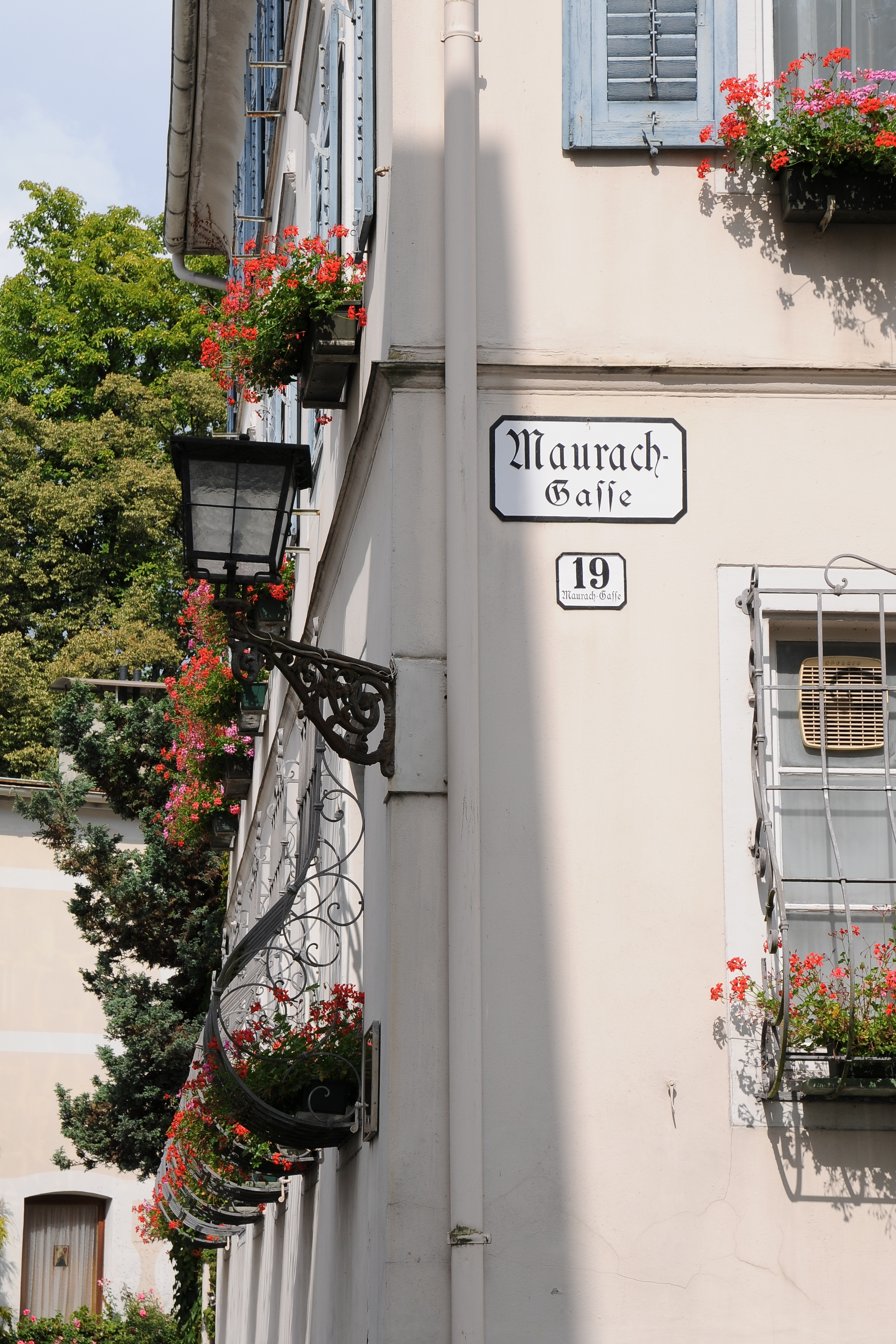
Ecke und Gitterkörbe